# Dubovka (Neveklov)
Dubovka (Duits: Dubowka of Dubowka bei Neweklau) is een Tsjechische plaats in de gemeente Neveklov, regio Midden-Bohemen, en maakt deel uit van het district Benešov. Het dorp ligt op 1,5 kilometer afstand van Neveklov.
Dubovka telt 10 inwoners (2021).

## Geschiedenis
De eerste schriftelijke vermelding van het dorp dateert van 1578.
Tijdens de Tweede Wereldoorlog was het dorp onderdeel van het SS-oefenterrein Benešov. Hierdoor moesten de inwoners op 31 december 1943 hun huizen noodgedwongen verlaten. Sinds 1945 is Dubovka volledig ondergebracht bij het district Benešov.

## Verkeer en vervoer

### Autowegen
Er leidt een regionale weg naar het dorp.

### Spoorlijnen
Er is geen station in Dubovka. Het dichtstbijzijnde station is in Bystřice, op zo'n elf kilometer afstand. Dat station ligt aan spoorlijn 220 van Praag naar Tábor.

### Buslijnen
Er zijn geen bushaltes in het dorp. De dichtstbijzijnde bushaltes zijn in Neveklov.

## Galerij

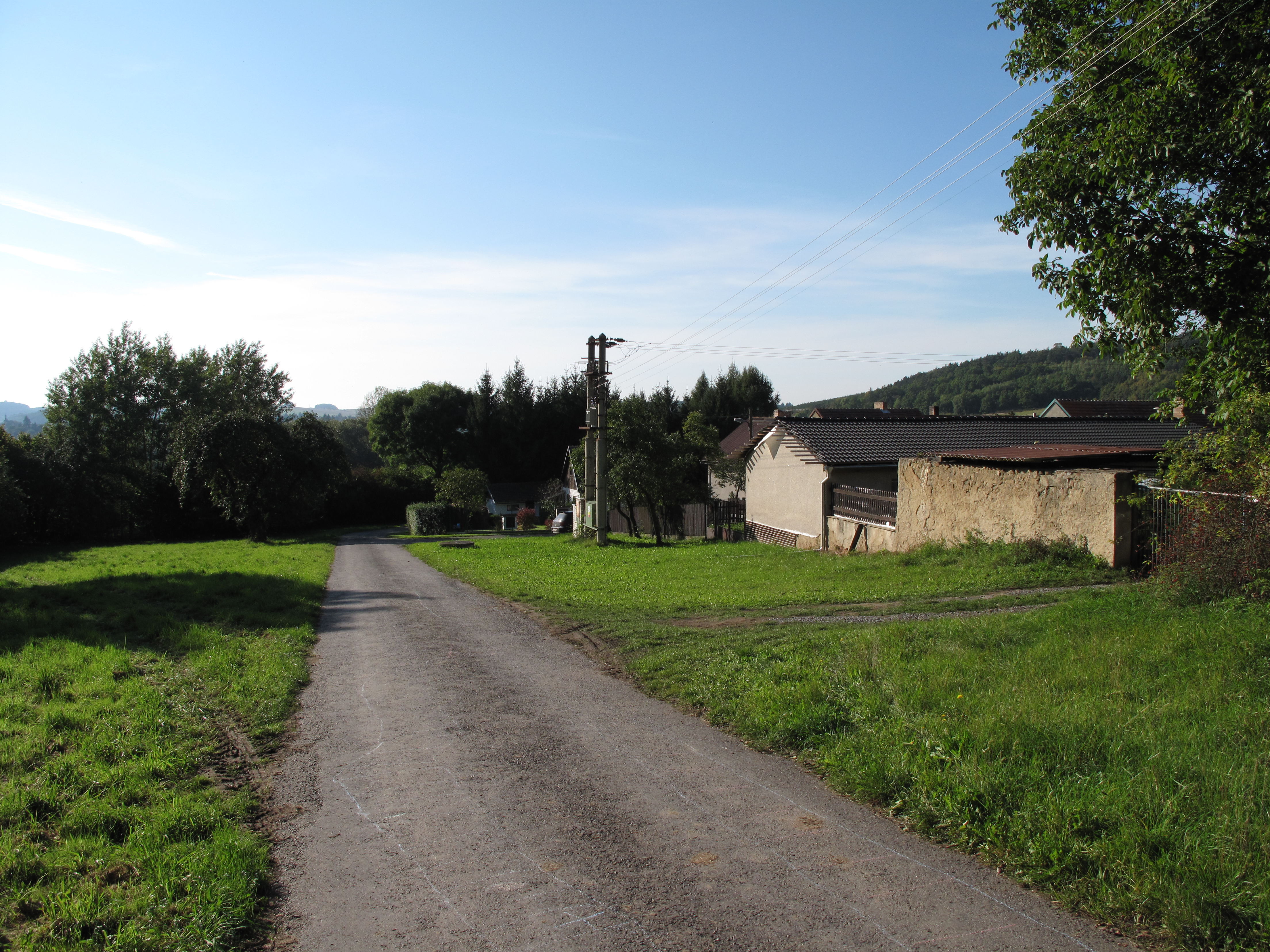
Weg door het dorp (2014)
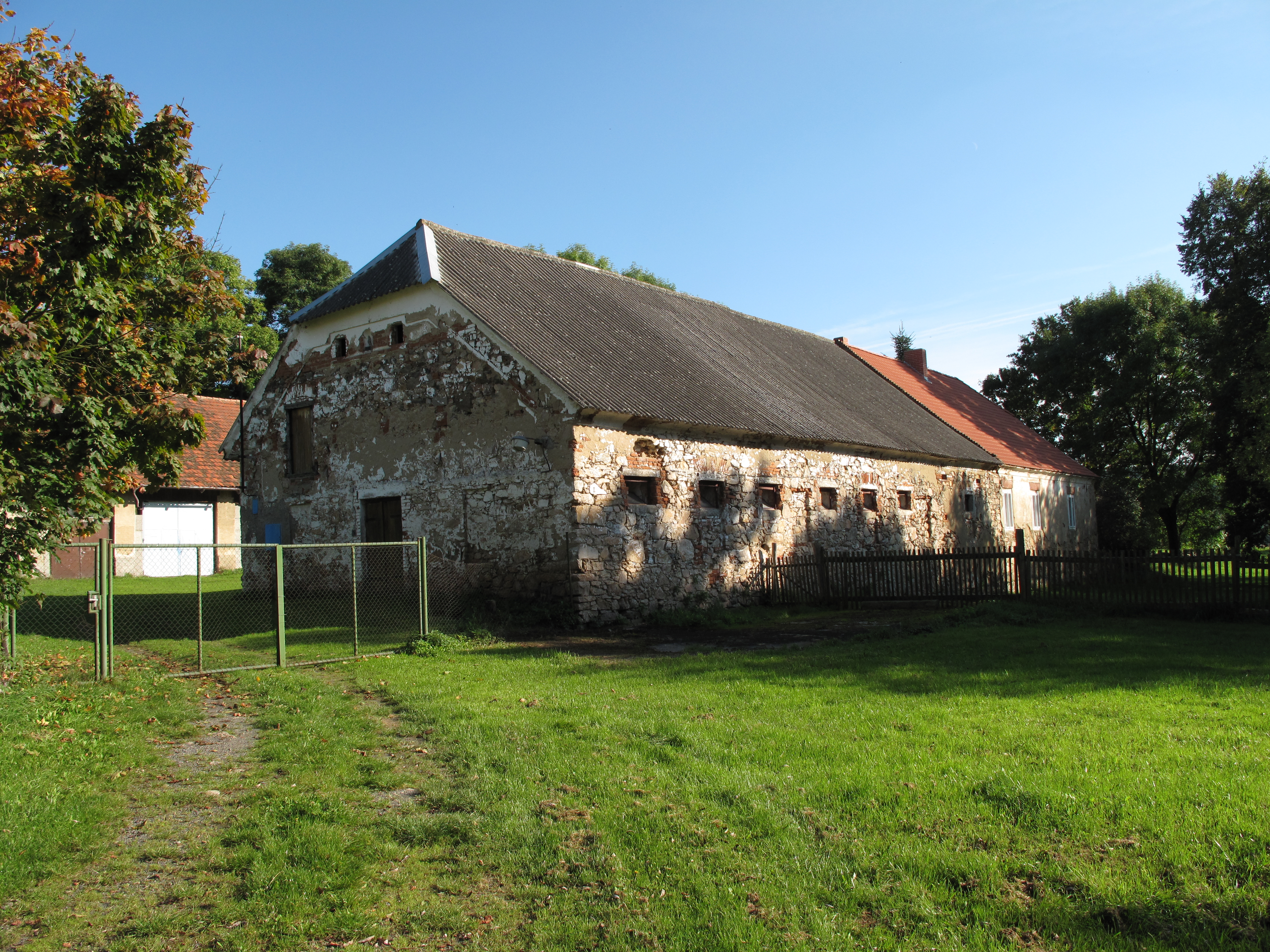
Boerderij in het dorp (2014)
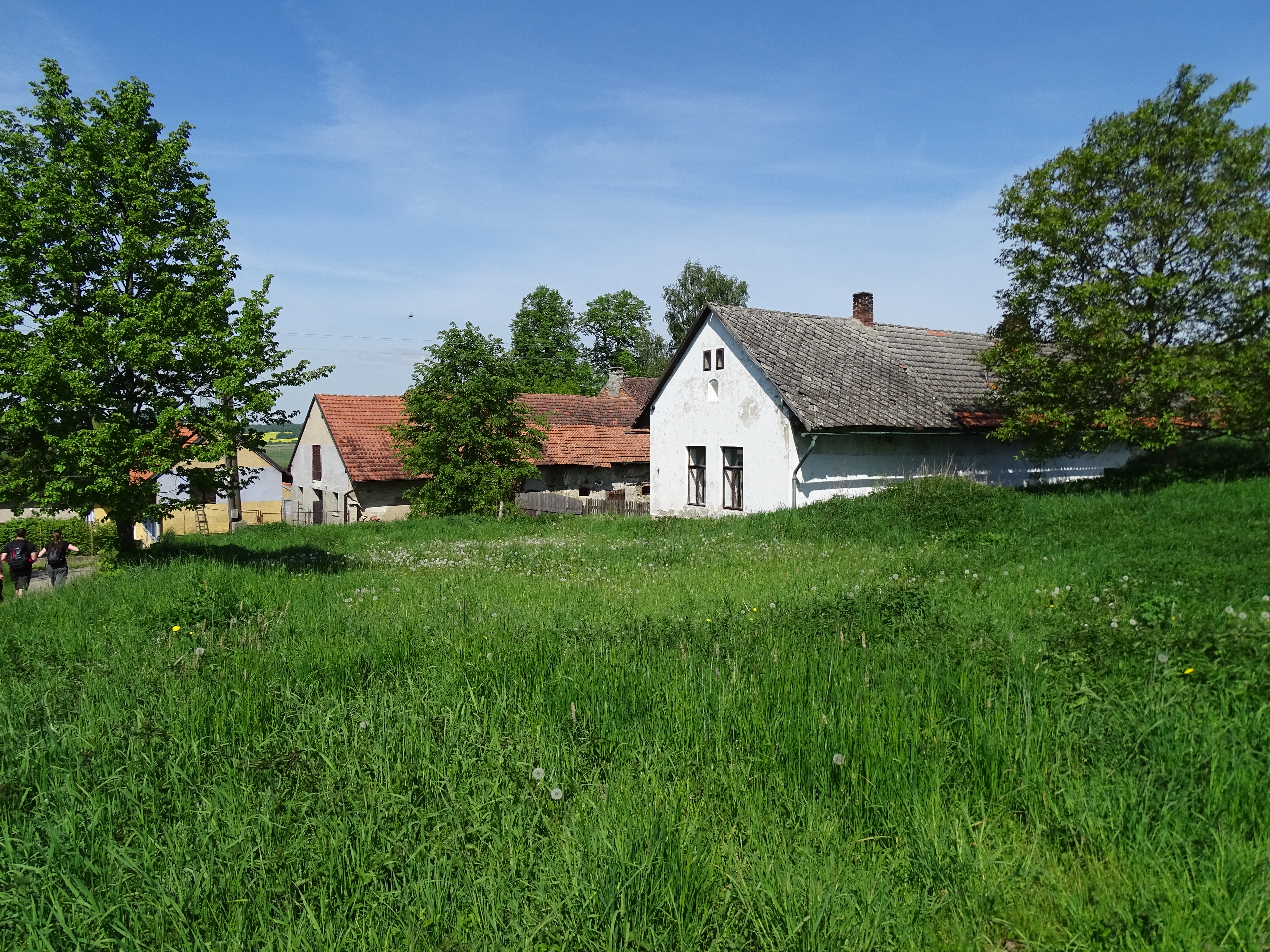
Huizen in het dorp (2014)
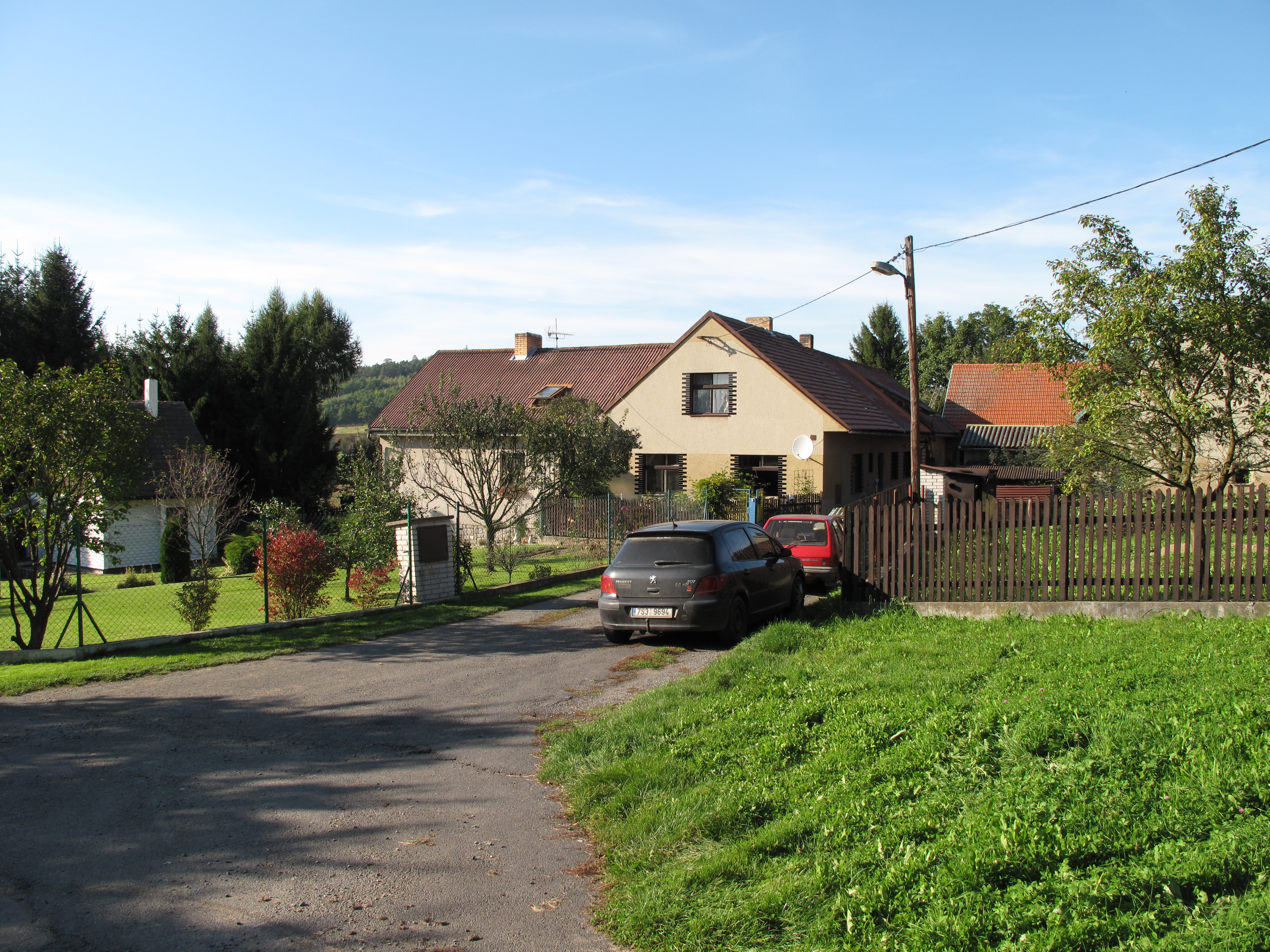
Vakantiehuis in het dorp (2014)